# Munege
Munege är ett vattendrag i Burundi.   Det ligger i provinsen Bururi, i den sydvästra delen av landet, 60 km söder om huvudstaden Bujumbura.
Omgivningarna runt Munege är en mosaik av jordbruksmark och naturlig växtlighet. Runt Munege är det ganska tätbefolkat, med 207 invånare per kvadratkilometer.